# Tchinala
Tchinala (gruz. თხინალა) – wieś w Gruzji, w regionie Wewnętrzna Kartlia, w gminie Gori. W 2014 roku liczyła tylko 1 mieszkańca.

## Urodzeni
- Domienti Kułumbiegow